# Uranotaenia micromelas
Uranotaenia micromelas är en tvåvingeart som beskrevs av Edwards 1934. Uranotaenia micromelas ingår i släktet Uranotaenia och familjen stickmyggor.
Artens utbredningsområde är São Tomé. Inga underarter finns listade i Catalogue of Life.